# Bernard Cornut-Gentille
Bernard Cornut-Gentille (ur. 26 lipca 1909 w Breście, zm. 21 stycznia 1992 w Paryżu) – francuski polityk.

## Życiorys
Jego ojciec jest komisarzem Marynarki Wojennej Francji, a dziadek – emerytowanym kapitanem okrętów wojennych.
Ukończył studia prawnicze na Instytucie Nauk Politycznych w Paryżu.

### Kariera polityczna
Karierę polityczną rozpoczął w 1935. W 1948 został wysokim komisarzem Francuskiej Afryki Równikowej, a od 1951 do 1956 pełnił tę samą funkcję we Francuskiej Afryce Zachodniej. Następnie (w 1956) reprezentował Francję w Radzie Bezpieczeństwa ONZ. W latach 1957–1958 był ambasadorem Francji w Argentynie. W 1958 jako członek partii gaullistowskiej został wybrany jako przedstawiciel departamentu Alpy Nadmorskie w Zgromadzeniu Narodowym. W czerwcu 1958 został mianowany ministrem departamentów zamorskich Francji. Funkcję tę pełnił do stycznia 1959. Od 1959 do 1968 pełnił funkcję mera Cannes. W Zgromadzeniu Narodowym zasiadał do 1968. W 1971 ponownie został merem Cannes, którym był do 1978. W 1981 wycofał się z polityki. Jest komandorem Legii Honorowej. Został też odznaczony Médaille de la Résistance.

## Życie prywatne
21 kwietnia 1937 wziął ślub z Luce Marsaud. Jego bratanek, François Cornut-Gentille od 1993 jest przedstawicielem departamentu Górna Marna w Zgromadzeniu Narodowym i od 1995 merem Saint-Dizier.

## Upamiętnienie
Jego imieniem nazwano jeden z placów Cannes.